# 死んだ馬
『死んだ馬』（しんだうま）は、松本清張の小説。『小説宝石』1969年3月号に掲載され、1969年5月に中編集『内海の輪』収録の1作として、光文社（カッパ・ノベルス）から刊行された。
1981年・2002年にテレビドラマ化されている。

## あらすじ
銀座裏のバーのマダム・石上三沙子は、店を開いて3年後、和風建築家の池野典也と出会う。池野が当代一流の建築設計家で、相当の財産を持っているらしいことを聞いた三沙子は、再度の来店時に池野を誘い出した。病妻を失った63歳の池野は、33歳の三沙子と再婚した。
三沙子は夫の設計事務所の経理主任・樋渡忠造を味方に付け、夫の収入の実体を把握したが、二年ほど経つと、池野の肉体的能力の衰退とともに、設計の才能が枯渇してきたことに気づく。夫が死んだ後も設計事務所を維持し、自分の名声を高めたい三沙子は、事務所員のなかでも飛び抜けて優秀な秋岡辰夫に近づく。三沙子はバーで培った技巧を駆使し、女性経験のなかった秋岡は三沙子の術中にはまる。

## テレビドラマ

### 1981年版
「松本清張の死んだ馬 殺人設計図」。1981年4月25日、テレビ朝日系列の「土曜ワイド劇場」枠（21:02-22:51）にて放映。視聴率14.4％（ビデオリサーチ調べ、関東地区）。
キャスト
- 池野三沙子：小川真由美
- 秋岡辰夫：山本亘
- 樋渡忠造：山田吾一
- ホステス・ユミ：池波志乃
- 山口菊子：山本みどり
- クラブ「ケイ」のママ：藤宏子
- 所轄刑事：名古屋章
- 池野典也：山形勲
- 佐竹明夫、渥美国泰、長島隆一、高桐真、御堂由紀子、都倉成美、白石幸子、吉田太門、島村卓志

スタッフ
- 脚本：吉田剛
- 監督：井上昭
- 音楽：津島利章
- プロデュース：植野晃弘、佐々木孟
- 制作：松竹

| テレビ朝日系列 土曜ワイド劇場                                   | テレビ朝日系列 土曜ワイド劇場               | テレビ朝日系列 土曜ワイド劇場 |
| 前番組                                                          | 番組名                                      | 次番組                        |
| --------------------------------------------------------------- | ------------------------------------------- | ----------------------------- |
| 濡れた心〜レズビアン殺人事件〜 （原作：多岐川恭） （1981.4.18） | 松本清張の死んだ馬 殺人設計図 （1981.4.25） | 家元連続殺人事件 （1981.5.2） |

### 2002年版
「松本清張没後10年特別企画・死んだ馬・殺意の接点」。2002年4月22日、TBS系列（21:00-22:54）にて放映。原作の人間関係を残しつつ、殺人の舞台を蓼科高原とし、殺人方法や犯行発覚の経緯などは、本ドラマオリジナルの設定となっている。
キャスト
- 池野三沙子：かたせ梨乃 （池野典也の後妻で元銀座のバーのママ）
- 秋岡辰夫：萩原聖人 （池野建築設計事務所勤務の若手設計士）
- 田所亜紀：酒井美紀 （アルバイトの大学生）
- 池野典也：神山繁 （建築家で池野建築設計事務所の所長）
- 樋渡忠造：蟹江敬三 （事務所の経理主任）
- 津田弘志：水島涼太 （設計士）
- 中村和久：佐藤リョースケ （設計士）
- 神山芳治：友井雄亮 （設計士）
- 佐藤：六平直政 （茅野東署の刑事）
- 井沢：渡辺寛二 （茅野東署の刑事）
- スナックのママ：絵沢萌子
- 京子ママ：松金よね子
- 銀座クラブのホステス：上村愛香、友倉由美子
- 刑事課長：真実一路
- 茅野東署の刑事：田付貴彦
- 秋岡の友人：村井克行
- 記者：角南範子
- 熊谷章洋、山本英里、仲八郎(東京ボーイズ)、黒沼弘己、佐藤幹雄、飯尾英樹、舘昌美、こまむら守晴 ほか

スタッフ
- 脚本：金子成人
- 演出：大岡進
- 監修：日本設計
- プロデューサー：中川善晴（TBS）
- 技術：山本博俊
- 美術：平野娑一
- 音響効果：西村喜雄
- 選曲：御園雅也
- 編集：新井孝夫
- 撮影協力：蓼科ビレッジ、長野県道路公社、しらかば2in1スキー場、野地トータルハウジング、DEN AQUAROOM AOYAMA、銀座BORDEAUX、会津若松駅、東日本旅客鉄道、新宿パークタワー ほか
- 制作：TBSエンタテインメント